# Целль-ам-Петтенфирст
Целль-ам-Петтенфирст (нем. Zell am Pettenfirst) — община (нем. Gemeinde) в Австрии, в федеральной земле Верхняя Австрия. 
Входит в состав округа Фёклабрукк.  Население составляет 1209 человек (на 31 декабря 2005 года). Занимает площадь 14 км². Официальный код  —  41752.

## Политическая ситуация
Бургомистр общины — Максимилиан Дольбергер (АНП) по результатам выборов 2003 года.
Совет представителей общины (нем. Gemeinderat) состоит из 19 мест.
- АНП занимает 12 мест.
- СДПА занимает 6 мест.
- АПС занимает 1 место.